# Jean Valentin
Jean Valentin (* 1899; † nach 1960) war ein belgischer Jurist.

## Leben
Valentin war von 1948 bis 1954 Richter am Berufungsgericht von Brüssel. 1954 kam er als Richter an das Belgische Kassationsgericht (Cour de Cassation). Auf der 180. Sitzung am 30. April 1957 befürwortete Staatssekretär Strauß Valentins Ernennung zum Präsidenten des deutsch-französischen Gemischten Gerichtshofes in Saarbrücken. Von 1957 bis 1960 war er dort neben seiner Tätigkeit in Belgien Präsident.
Zunächst wurde Albert Fettweis für dieses Amt vorgeschlagen.